# 2017년 조선민주주의인민공화국 미사일 발사
조선민주주의인민공화국의 미사일 발사는 2017년에 여러 차례 이루어졌다.

## 8월

### 11월
11월 28일 북한은 2 개월 만에 화성 15호라는 미국 워싱턴 뉴욕까지 공격 가능한 ICBM을 시험발사했다. 이 미사일은 4500km상공까지 날아 올라 일본의 배타적 경제 수역에 추락했다. 이 시험은 미국에 대한 북한 공격 억제력과 미국 본토 타격능력을 전세계에 과시한 실험으로 평가된다.

## 같이 보기
- 2017년 조선민주주의인민공화국
- 한반도 분쟁
- 남북통일